# Рудник Адрасман
Рудник Адрасман — колишній гірничодобувний майданчик на півночі Таджикистану, який розробляв ряд покладів Адрасман-Конімансурського рудного поля, що сформувалось в межах Адрасманської кальдери.
Розробка родовища бісмуту Адрасман почалась наприкінці 1930-х років. Відомо, що станом на 1939-й тут йшло будівництво Адрасманського бісмутового комбінату, який при цьому вже видавав певні обсяги продукції. Розробка велась підземним способом із подальшою підготовкою руди на збагачувальній фабриці (відносно подальшого ланцюжка переробки можливо відзначити, що в цей період у СРСР з бісмутом працював Шимкентський свинцевий завод).
У листопаді 1942-го прийняли рішення про консервацію Адрасманського рудника з використанням його обладнання та кадрів на руднику Табошар, де розгортались роботи за урановою програмою. Унаслідок цього поверхневі споруди в Адрасмані були демонтовані, а гірничі виробітки станом на 1945 рік стали непридатними для використання.
У другій половині 1940-х рудник відновив роботу, при цьому тепер він спеціалізувався на видобутку урану родовища Адрасманбаш (в одному з присвячених цьому документів від квітня 1945 зазначалось, що запаси бісмуту в Адрасмані вичерпані). Організаційно роботи провадило створене на базі старого рудника та бісмутової збагачувальної фабрики рудоуправління № 12 Комбінату № 6 (в 1967-му був перейменований на Ленінабадський гірничо-хімічний комбінат).
У 1947-му в Адрасмані заснували гідрометалургійний завод № 3 (ГМЗ-3). Також в 1947-му почали споруджувати уранову збагачувальну фабрику, а її введення в експлуатацію припало на 1949 рік. Втім, відомо, що вже у 1948-му в Адрасмані здійснювали видобуток гідроксиду урану.
У 1956-му розробку на уран припинили через виснаження запасів. Є відомості, що всього запаси родовища Адрасман становили 103 тонни (в перерахунку на цільовий компонент).
Також відомо, що за кілька кілометрів на захід від Адрасману в 1950-х роках відпрацювали мале уранове родовище Каракат, що відносилось до Конімансурського рудного поля.
У 1970-х роках шляхом об'єднання шести дрібних хвостосховищ утворили Адрасманське хвостосховище, що містить 0,4 млн тонн відходів.
Можливо також відзначити, що надалі для розробки поліметалічних родовищ району створили Адрасманський свинцево-цинковий комбінат.